# アイナルホウエ
「アイナルホウエ 」は、赤西仁の4枚目のシングル。2013年10月2日にワーナーミュージック・ジャパンから発売。

## 収録曲

### 初回限定盤A（CD＋DVD）
CD
1. アイナルホウエ
2. Forever

DVD
1. アイナルホウエ（MUSIC VIDEO）
2. アイナルホウエ（MAKING OF MUSIC VIDEO）

### 初回限定盤B（CD＋フォトブック）
1. アイナルホウエ
2. Forever

### 通常盤
1. アイナルホウエ
2. Forever
3. One Last Time
4. アイナルホウエ (Instrumental)
5. Forever (Instrumental)
6. One Last Time (Instrumental)